# Стервелла Де Виль
Стерве́лла Де Виль (Круэ́лла Де Виль, англ. Cruella de Vil) — главный антагонист семнадцатого анимационного фильма студии Disney «101 далматинец» и его сиквела «101 далматинец 2: Приключения Патча в Лондоне», а также игровых фильмов-адаптаций «101 далматинец» и «102 далматинца», одноимённого мультипликационного сериала и его ремейка «Улица Далматинцев, 101». Имеет собственный фильм, который рассказывает её историю.
Злая, жестокая и эгоистичная женщина с эксцентричными манерами и любовью к курению. Помешана на мехах, что часто подталкивает её к необдуманным поступкам. Входит в число официальных диснеевских злодеев. Занимает тридцать девятое место в списке «100 лучших героев и злодеев по версии AFI».

## Создание

### Развитие и концепция
В книге Доди Смит Стервелла описывается как испорченная, скептическая и опрометчивая женщина, но по замыслу раскадровщика и сценариста Билла Пита в мультфильме она стала более пылким, коварным и в то же время комичным персонажем. Стервелла — самостоятельная эмансипированная бунтарка, идущая против законов общества, она бизнес-леди, которая руководит мужчинами-подчинёнными и флиртует, пытаясь добиться желаемого, водит машину. Её появление было обусловлено ситуацией в обществе: временем социальных революций, бунтов, движения хиппи. В противовес ей положительно показана Анита, олицетворяющая типичную патриархальную роль женщины, — кроткая домохозяйка, во всём полагающаяся на мужа.

### Анимация
Стервелла позднее стала прототипом для мадам Медузы, злодейки из мультфильма «Спасатели», а также для Измы, коварной и изворотливой злодейки из мультфильма «Похождения императора».

### Озвучивание
Изначально Уолт Дисней хотел, чтобы Стервеллу озвучила актриса Лиза Дэвис, но она сказала ему, что ей непривычно озвучивать злодейку, после чего он назначил её на роль Аниты, жены Роджера. В итоге роль Стервеллы озвучила Бетти Лу Джерсон, которая ранее озвучила рассказчика в мультфильме Золушка.

### Имя
Имя Круэлла Де Виль (англ. Cruella De Vil) — эта игра слов cruel («жестокий») и devil («дьявол»), что подчёркивает название её загородного поместья «Hell Hall» (с англ. — «Адское поместье»). В русском дубляже имя Круэлла стало Стервелла, так как за основу было взято слово «стерва».

## Внешность
Стервелла высокая, худая, у неё бледно-серый цвет кожи, угловатое лицо с широкими острыми скулами, квадратным подбородком, вздёрнутым носом, тонкими губами и дугообразными бровями. Волосы с правой стороны чёрные, а с левой — белые. Она носит длинное чёрное платье, бледно-жёлтую шубу, длинные красные перчатки с зелёным перстнем на одном из пальцев, и красные туфли на низком каблуке. Передвигается в мультфильме на красном автомобиле Bugatti Type 41 Royale Victoria 1931 года, а в фильмах на Panther DeVille в кузове седан или купе с неизменным номерным знаком «DEV IL».

## Появления

### «Сто один далматинец»

Стервелла в мультфильме «101 далматинец»

В мультфильме Стервелла является старой школьной подругой Аниты Рэдклифф. Когда у Пэдди, собаки Аниты, рождаются щенята, она хочет купить их. Получив отказ от Аниты и Роджера, злится и уезжает. Позже она нанимает двух бандитов: Хораса и Джаспера (братьев Бякиных), чтобы те похитили щенков и спрятали их в старом особняке. Когда её план срабатывает, она покупает во всех зоомагазинах Лондона щенков-далматинцев и также прячет их в своём особняке. Злодейка собирается убить щенят, чтобы сделать себе из их шкурок новую шубу. Она приказывает Хорасу и Джасперу убить щенков любым способом и снять с них шкуру, а сама уезжает, обещая вернуться рано утром. Ночью щенки сбегают из её особняка. Узнав об этом, Стервелла и Бякины отправляются искать их. Следы, оставленные щенятами, выводят их к Динсворду, но щенки обманывают Стервеллу, вымазавшись в саже и притворившись лабрадорами. Стервелла узнаёт их и гонится за фургоном, который везёт их в Лондон, но она и бандиты сталкиваются машинами и падают в кювет. Их машины разбиваются, но злодеи остаются живы. Их дальнейшая судьба известна: она уходит в своё поместье.

### «101 далматинец 2: Приключения Патча в Лондоне»

Стервелла в мультфильме «101 далматинец 2»

В этом мультфильме становится известно, что Стервеллу арестовали, но затем она была выпущена с условием, что больше никогда не купит ни одного мехового изделия. Вскоре она знакомится с непризнанным художником-гением Ларсом и просит его писать для неё пятна, чтобы она могла забыть о своей прошлой идее. Но она понимает, что пятна Ларса — совсем не то, и она решает черпать вдохновение у щенков Рэдклиффов, однако узнаёт, что они переехали на далёкую ферму. Тогда она под залог освобождает своих бывших помощников Хораса и Джаспера и с их помощью похищает щенков с фермы, а потом просит Ларса сделать холст из самих щенков. Когда он отказывается, она и бандиты связывают его, а сама Стервелла снова решает сшить из щенят шубу. Вскоре щенки сбегают, и Стервелла вместе с Хорасом и Джаспером пытаются догнать их, но ничего не получается, Бякиных арестовывают, а Стервеллу помещают в психиатрическую больницу.

### «101 далматинец» (1996)
Многие события, происходящие в фильме, схожи с событиями мультфильма 1961 года. Стервелла здесь является владелицей компании «Дом Мод Де Виль», а Анита — дизайнером одежды в этой компании. Узнав, что Анита выходит замуж, Стервелла приезжает в гости к ней и её мужу Роджеру. Там она узнаёт, что у Аниты и Роджера будет ребёнок, и эта новость не приводит её в восторг. Однако узнав, что у собаки Аниты Пэдди будут щенки, она радуется и обещает вернуться.
Вскоре щенки рождаются, и Стервелла приезжает, чтобы купить их. Но получив от Роджера и Аниты отказ, она увольняет Аниту и в ярости уезжает. Позже её приспешники Хорас и Джаспер похищают щенков и извещают об этом Стервеллу, а потом привозят их в старое поместье Де Виль к другим щенятам, которых Стервелла украла ранее. Но вскоре с помощью фермерских животных щенки сбегают.
После этого приезжает Стервелла и, узнав от своих помощников, что щенки сбежали, отправляется искать их по следам, оставленным ими на снегу. Следы выводят её к местной ферме, где она пытается найти щенков, но в итоге оказывается побеждённой фермерскими и лесными животными, а позже попадает в тюрьму вместе со своими приспешниками.

### «102 далматинца»
После трёх лет, проведённых в тюрьме, Стервелла Де Виль, закодированная доктором Павловым (намёк на русского физиолога Ивана Павлова), заплатила 8 млн фунтов и освобождена условно. Поначалу она сама прячет провоцирующие её шубы подальше, однако при первом же появлении «пятен» перед её взором (хотя она и помогла спасти нескольких далматинцев от падения из окна) и воздействия звона Биг Бена всё её лечение идёт насмарку, и Стервелла возвращается к прошлой жизни.
В сферу её интересов попадают щенки Хвостика (Домино, Хвостик-мл., Диковинка), которые воспитывались у хозяйки Хло. Модельер Жан-Пьер, раскрашенный как панк (Жерар Депардьё), готов выполнить её поручение по добыче сырья для мехового манто.

### «101 далматинец»: Мультсериал

Стервелла и её хорёк Скоч

В мультсериале Стервелла Де Виль теперь хочет заполучить ферму вдовы Смедли, которую сама вдова отдала Роджеру и Аните Деали, но щенки во главе с Лаки каждый раз сбивают её планы и мешают ей. Владеет компанией по производству одежды для женщин «Дом Мод Де Виль» (англ. House of De Vil). В одной из серий также показывается её детство и подростковые годы. Выясняется, что она стала злой, так как хотела щенка, но ей его не дарили, а когда ей, в конце концов, всё-таки подарили щенка (вернее, заводную игрушку), Стервелла окончательно слетела с катушек и у неё появилась ненависть к щенкам. В мультсериале у неё также появляются домашние животные: собака Винделла (англ. Vindella) и хорёк Скоч (англ. Scroch). Здесь её озвучивает Эйприл Уинчелл.
На протяжении сериала также появляются члены её семьи:
- Мальвола Де Виль (англ. Malevola De Vil) — престарелая мать Стервеллы. Такая же злая и мстительная, как и её дочь. Появляется только в серии «Переворот Де Виль», где хочет отдать своё наследство одному из своих детей. Недолюбливала свою дочь и никогда не хвалила её. Также известна как Дементина Де Виль (англ. Dementina De Vil)[18].
  - Айви Де Виль (англ. Ivy De Vil) — племянница Стервеллы. Она на вид милашка, хотя на деле она недалеко ушла от своей тёти, одна из злой семьи Де Виль. Хитрая и расчётливая. Постоянно возит с собой игрушечную коляску, которая на самом деле является компьютером с сильными устройствами.
  - Доктор Де Виль (англ. P.H. De Vil) — кузен Стервеллы, такой же противный, как и она. В отличие от кузины, он невысокий и лысый.
  - Сесил Б. Де Виль (англ. Cecil B. De Vil () — брат Стервеллы, работает кинорежиссёром. В отличие от Стервеллы, его волосы целиком чёрные, а не чёрно-белые. Является пародией на знаменитого кинорежиссёра Сесила Блаунта Демилля.
  - Димсдейл Де Виль (англ. Dimsdale De Vil) — предок Стервеллы. Появляется в серии «Де Виль Старший». Был мэром города Де Виль, но после нанесения заклятия колдунией Эстер Хенн (похожую на няню) его город должен был появляться раз в 1000 лет. И любой, кто забредёт в этот город и останется в нём после заката солнца, будет появляться вместе с городом и не сможет избавиться от чар.

### «Однажды в сказке», сериал (2014)
В этом сериале Круэлла является одной из злодеек, её роль исполняет Виктория Смарфит. Сначала Круэлла живёт в Зачарованном лесу. Там Круэлла встречает Малефисенту и Урсулу, после некоторых событий они создают между собой альянс и называют себя Королевами Тьмы. В Зачарованном лесу Королевы Тьмы вместе злодействовали, похищали девушек, пытались победить Румпельштильцхена, обманувшего их, и остановить проклятие Злой Королевы/Реджины Миллс, заключив с Белоснежкой и Прекрасным Принцем мир, но всё, что они делали, было обречено на провал. Потом Круэлла попадает в наш мир. В нашем мире она становится богатой, но всё опять же теряет. Как раз к этому моменту к ней приезжает Румпельштильцхен (мистер Голд) вместе с Урсулой и просит её присоединиться к ним искать Автора, который мешает их счастливому концу, что Круэлла, без лишнего раздумья, и делает. Вместе с Урсулой они приезжают в город Сторибрук. Обманом проникают в него и оживляют Малефисенту. После оживления Малефисенты Королевы Тьмы с Голдом (Румпельштильцхеном) развязывают с героями войну.
В отличие от оригинального персонажа, Круэлла из этого сериала обладает магией, способной контролировать животных. У Круэллы к Автору есть свои мотивы для ненависти, и поэтому она крадёт Генри и ставит ультиматум героям. Они должны убить Автора, только тогда она отпустит мальчика. Герои устраивают погоню; в итоге Эмма, не знающая, что Круэлла безобидна, сталкивает ту со скалы. Женщина погибает.
В 18 серии 4 сезона (собственно, Круэлла появилась в сюжетной арке 4В) рассказывается история становления персонажа. Круэлла убегает из дома после смерти отца; её ловит мать, известная в Соединённом королевстве дрессировщица собак, и запирает в комнате на чердаке. Однажды вечером, много лет спустя, в особняк де Вилей приходит Айзек Хеллер, который, представившись журналистом, пытается написать газетную статью о матери Круэллы. Мадлен выставляет его за дверь, но Круэлла соглашается рассказать историю, в обмен на освобождение её от матери. Вдова хранит секрет — все её три мужа были отравлены. Автор, очарованный Круэллой, наделяет её волшебными способностями: бесшабашностью и умением повелевать любыми животными. Круэлла отлучается, чтобы последний раз повидаться с матерью, признавшись Айзеку в любви и пообещав начать с ним совместную новую жизнь. К Автору приходить мать Круэллы, которая рассказывает, что дочь на самом деле солгала. Она находит то, что любят другие и отнимает это. Так, все три мужа были отравлены самой Круэллой с помощью жёлтого жасмина. Автор, не веря, выгоняет женщину. Та, вернувшись домой, застаёт там дочку, и девушка убивает её, новоприобретённой силой приказав собакам разорвать собственную мать. Через некоторое время сам Хеллер находит Круэллу в её особняке. Она шьёт манто из далматинцев и признаётся, что Автор нужен был ей лишь как средство. Между ними вспыхивает ссора, в которой Круэлла проливает на себя пузырёк волшебных чернил. Под их действием появляется знакомый образ Круэллы (до этого выглядела как обычная девушка). С разбитым сердцем Автор пишет ей новую историю. Отныне она не может никого убивать.

### «Дом злодеев. Мышиный дом» (2001)
В этом мультфильме Стервеллу озвучивает Сьюзан Блэйксли. Здесь Стервелла пытается вместе с другими злодеями Disney захватить Клуб Микки Мауса «Мышиный дом». Протагонисты этих же мультфильмов отстаивают честь заведения. Сам фильм наполнен пародиями на фильмы этой же студии, показываются лишь только несколько короткометражных мультфильмов.

### «Наследники»
Стервелла появляется в фильме «Наследники». Наряду с другими злодеями, Стервелла была сослана на Остров Потерянных, где она прожила как минимум двадцать лет. У неё появился 14-летний сын, Карлос, с которым она жестоко обращается как со слугой, заставляя его спать возле медвежьих ловушек, которые она использует для охраны своих шуб.

### «Улица Далматинцев, 101» (2019)
Стервелла в этом мультсериале имеет племянника, Хантера, который помогает ей заполучить шкурки далматинцев. Но в финале первого сезона она устала от провалов Хантера и лично явилась на Улицу Далматинцев, 101 для исполнения своего плана. Однако силами друзей далматинцев и Хантера, перешедшего на сторону добра, речная Полиция смогла найти Стервеллу, собиравшуюся уехать из страны вместе с далматинцами. Речная Полиция заключила Стервеллу и её союзников под стражу, но она обещала, что далматинцы ещё услышат о ней.

### «Круэлла» (2021)
28 мая 2021 года вышел фильм про Круэллу Де Виль от режиссёра Крэйга Гиллеспи. Роль Круэллы исполнила Эмма Стоун.